# ساختمان خلیفه‌گری (تبریز)
ساختمان خلیفه‌گری ارامنه آذربایجان مربوط به اواخر دوره قاجار است و در تبریز، خیابان شریعتی جنوبی، جنب پاساژ ارک واقع شده و این اثر در تاریخ ۱ آذر ۱۳۷۸ با شمارهٔ ثبت ۲۵۲۳ به‌عنوان یکی از آثار ملی ایران به ثبت رسیده است.